# 단자와 지진
단자와 지진(일본어: 丹沢地震 단자와지신[*])은 1924년 1월 15일 일본 가나가와현 서부에서 발생한 간토 대지진(1923년 9월 1일)의 여진이다. 지진 규모는 M7.3이다. 야마나시현 고후시에서 최대 진도 6을 관측했다. 이 지진은 간토 대지진의 여진 중 가장 큰 규모의 여진이다. 이 지진으로 19명이 사망했고, 638명이 부상을 입었다.

## 진도
일본 각지에서 진도4 이상을 관측한 지역은 다음과 같다.
| 진도 | 도도부현   | 시구정촌              |
| ---- | ---------- | --------------------- |
| 6    | 야마나시현 | 고후시                |
| 5    | 사이타마현 | 구마가야시            |
| 4    | 도치기현   | 우쓰노미야시 아시오정 |
| 4    | 지바현     | 도미사키촌            |
| 4    | 도쿄부     | 지요다구              |
| 4    | 가나가와현 | 요코하마시 (나카구)   |
| 4    | 나가노현   | 나가노시              |
| 4    | 시즈오카현 | 누마즈시              |

## 같이 보기
- 간토 대지진
- 미나미칸토 직하지진

## 참고 문헌
- 早川崇, 片岡俊一, 宮腰淳一, 佐藤俊明, 横田治彦 (2007년 7월). “21174 1924年の丹択地震(M7.3)の震源断層モデル(震源・伝播特性(1),構造II)”. 《学術講演梗概集. B-2構造II振動原子力プラント》 (日本建築学会) (2007): 347–348. ISSN 1341-4461.